# Oczy Szatana
Oczy Szatana – amerykańsko-włoski horror w reżyserii George’a A. Romero z roku 1990.

## Obsada
- Harvey Keitel – Roderick Usher
- Madeleine Potter – Annabel
- John Amos – inspektor Le Grande
- Holter Graham – Jason
- Martin Balsam – Mr. Pym
- Adrienne Barbeau – Jessica Valdemar
- Bingo O’Malley – Ernest Valdemar